# Trichorhina giannellii
Trichorhina giannellii là một loài chân đều trong họ Platyarthridae. Loài này được Arcangeli miêu tả khoa học năm 1929.